# Plectiscidea moerens
Plectiscidea moerens är en stekelart som först beskrevs av Forster 1871.  Plectiscidea moerens ingår i släktet Plectiscidea och familjen brokparasitsteklar. Arten är reproducerande i Sverige. Inga underarter finns listade i Catalogue of Life.